# Mike Terrana
Mike Terrana (ur. 21 stycznia 1960 w Buffalo) – amerykański perkusista. Terrana współpracował z takimi wykonawcami jak Yngwie Malmsteen, Tony MacAlpine, Roland Grapow, Tarja Turunen, Axel Rudi Pell, Rage, Masterplan czy Metalium.

## Instrumentarium
| Talerze perkusyjne Paiste - 5.5" 2002 Cup Chime - 10" 2002 Splash - 14" Signature Sound Edge Hi-Hat - 5" 2002 Cup Chime - 8" 2002 Splash - 19" 2002 Wild China - 17" Signature Full Crash - 12" Signature Flanger Bell - 5" 2002 Cup Chime - 8" Signature Splash - 18" Signature Full Crash - 19" 2002 Wild China - 19" Signature Full Crash - 14" Signature Heavy Hi-Hat Top - 16" Signature Thin China |  | Pałki perkusyjne - Vic Firth Mike Terrana (SMT) Naciągi i osprzęt Evans - EC1 Reverse Dot - 300 - EC2S Frosted - EC Resonant - EQ Pad - AF Patch - EcoPad - Magnetic Head Drum Key - CPS1420 Pedały perkusyjne - The Trick Pro 1-V Perkusja elektroniczna - Mark Drum YES |  | Bębny Drum Craft Mikrofony Beyer Dynamic - 2 x OPUS 99 / Bass Drum - 2 x M 201 TG / Snare - 4 x OPUS 88 / Rack Tom - 2 x OPUS 87 / Floor Tom - 1 x MC 930 / Hihat - 2 x MC 930 / Overhead Inne - Słuchawki Ultimate Ears |

## Wybrana dyskografia
| Albumy solowe - Shadows of the Past (1999, Terrana) - Man of the World (2005, Lion Music) Tony MacAlpine - Freedom To Fly (1992, Shrapnel) - Evolution (1995, Shrapnel) - Violent Machine (1996, Metropolis) - Live Insanity (1997, Victor) Yngwie Malmsteen - The Seventh Sign (1993, Pony Canyon) - I Can’t Wait (1994, Pony Canyon) Tarja Turunen - What Lies Beneath (2010, Universal Music) - Colours in the Dark (2013, Universal Music) |  | Axel Rudi Pell - The Masquerade Ball (2000, Steamhammer) - Shadow Zone (2002, Steamhammer) - Kings and Queens (2004, Steamhammer) - Mystica (2006, Steamhammer) - Diamonds Unlocked (2007, Steamhammer) - Tales of the Crown (2008, Steamhammer) - The Crest (2010, Steamhammer) - Circle of the Oath (2012, Steamhammer) Savage Circus - Of Doom and Death (2009, Dockyard 2 Records) Roland Grapow - Kaleidoscope (1999, SPV) |

## Wideografia
- Starlicks Beginning Rock Drums (VHS, 2000, Hal Leonard)
- Mike Terrana: Rhythm Beast (DVD, 2008, Locomotive Spain)